# Je me tue à le dire
Je me tue à le dire is een Belgische film uit 2016, geschreven en geregisseerd door Xavier Seron.

## Verhaal
Michel heeft besloten te stoppen met roken, zijn moeder heeft borstkanker en ze heeft niet lang meer te leven. Ze besluit de korte tijd die haar rest te gebruiken om van het leven te genieten. Maar ze heeft ook de zorg voor haar zoon die een hypochonder is en meer en meer de symptomen van zijn moeders ziekte begint te ontwikkelen.

## Rolverdeling
| Acteur              | Personage                       |
| ------------------- | ------------------------------- |
| Jean-Jacques Rausin | Michel Penaud                   |
| Myriam Boyer        | Monique Peneud, Michel’s moeder |
| Fanny Toruron       | Aurélie                         |
| Serge Riaboukine    | Darek                           |
| Catherine Salée     | Verantwoordelijke verpleeghuis  |
| Benjamin Le Souef   | Eric                            |
| Franc Bruneau       | Le rat                          |
| Wim Willaert        | Brandweerman                    |
| Sam Louwyck         | Brandweerman                    |

## Productie
De film, die werd opgenomen in zwart-wit, ging op 3 januari in première op het Palm Springs International Film Festival waar hij werd bekroond met de New Visions Award. Jean-Jacques Rausin ontving voor zijn rol als Michel een Mention Spéciale op het 13ème Festival de la Comédie de Monte-Carlo.
De film kreeg zeven nominaties voor de Magritte du cinéma 2017, waaronder beste film, beste regie, beste acteur en beste debuutfilm.

## Prijzen en nominaties
De belangrijkste:
| Jaar | Prijs              | Categorie                   | Genomineerde(n)     | Uitslag     |
| ---- | ------------------ | --------------------------- | ------------------- | ----------- |
| 2017 | Magritte du cinéma | Beste film                  | Beste film          | Genomineerd |
| 2017 | Magritte du cinéma | Beste scenario of bewerking | Xavier Seron        | Gewonnen    |
| 2017 | Magritte du cinéma | Beste acteur                | Jean-Jacques Rausin | Gewonnen    |